# ハンク・グリーンバーグ
ヘンリー・ベンジャミン・グリーンバーグ（Henry Benjamin Greenberg，1911年1月1日 - 1986年9月4日）は、アメリカ合衆国ニューヨーク州ニューヨーク出身の元プロ野球選手 (一塁手・左翼手）。ニックネームは「Hammerin' Hank」。
MLBにおける最初のユダヤ系スター選手として知られている。
1947年、ジャッキー・ロビンソンが黒人初のメジャーリーガーとなり、多くの人種差別や嫌がらせを受けたが、グリーンバーグも多くの軋轢を経験した。
骨折や第二次世界大戦による従軍により、シーズン通じてプレイした（100試合以上に出場）のは9シーズンだけであるが、通算331本塁打・1276打点を記録している。そのため、現役離脱がなければ、500本塁打・1800打点以上は記録出来たとされる。

## 経歴

### 少年時代・メジャーリーグ入団まで (1911年 - 1930年)
ニューヨーク州ニューヨークのグリーンウィッチ・ビレッジにて、ルーマニアからの移民であるユダヤ人の父デービッドと母サラの間に誕生した。
兄弟が多い家庭で育ち、4歳年上の兄・ベン (Ben) 、5歳年下の弟・ジョー (Joe) 、2歳年上の姉・リリアン (Lillian) がいた。兄のベンと弟のジョーはハンクと同じく、野球をしていた。
ブロンクスに移住後、ジェームズ・モンロー高校とニューヨーク大学を経て、1929年9月にフリーエージェント選手としてデトロイト・タイガースと契約を結んだ。
1930年、マイナーリーグのラレー・キャピタルズ (英語：Raleigh Capitals) とハートフォード・セネターズ (英語：Hartford Senators) で計139試合に出場し、打率.303・27二塁打・16三塁打・21本塁打という打撃成績を記録、高い打力を発揮した。守備面では2チームで計138試合のファースト守備に就き、25失策・守備率.981という成績に終わり、拙守だった。当時、グリーンバーグは19歳であった。

### デトロイト・タイガース時代 (1930年 - 1946年)

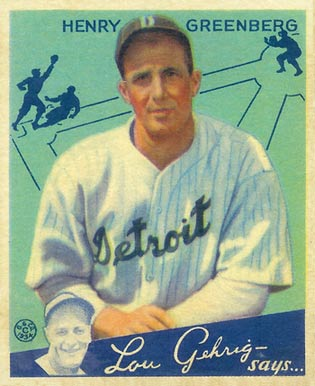
ゴーデー社 (Goudey) の
グリーンバーグのカード

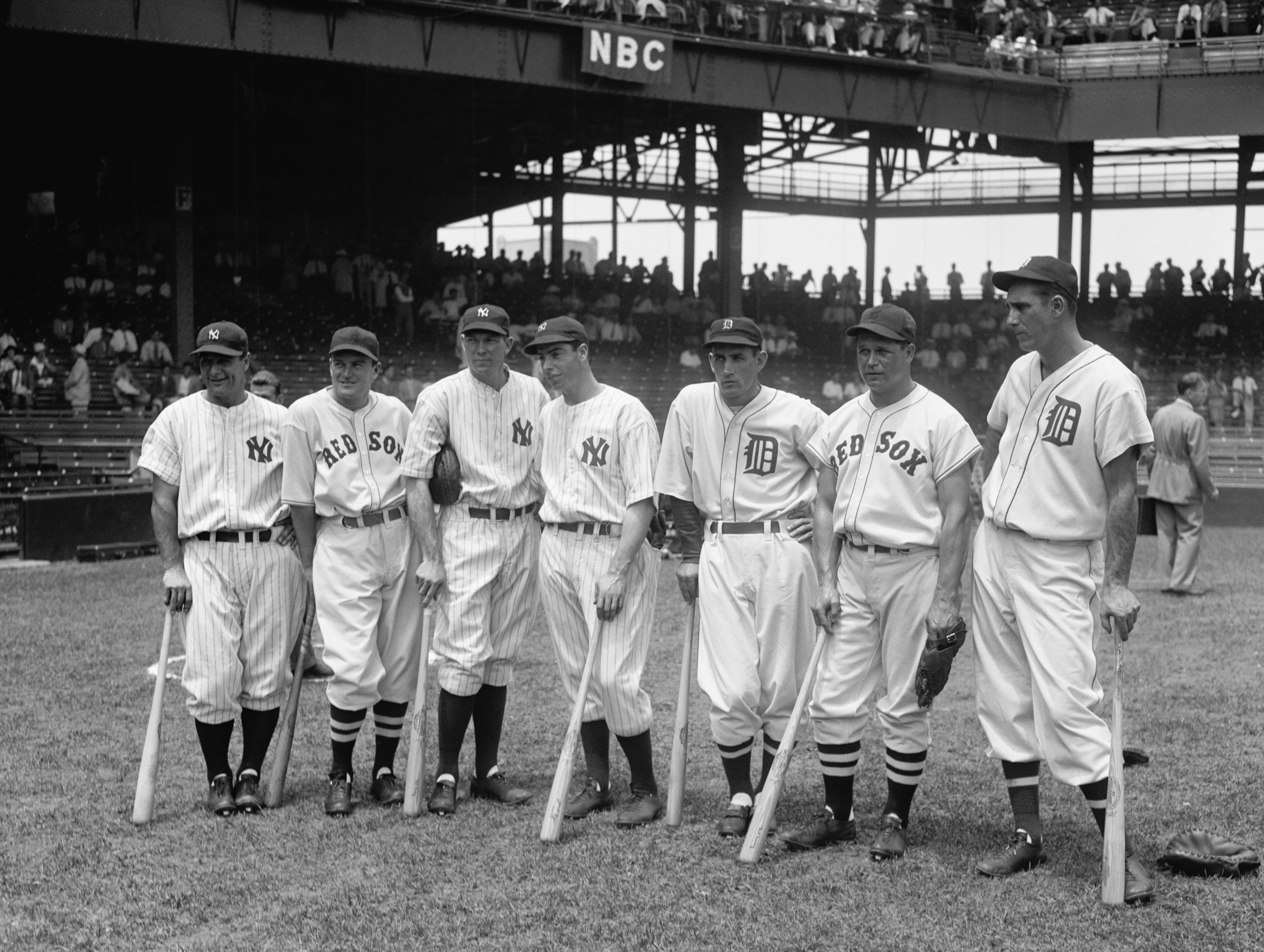
1937年のオール・スター・ゲームにて
(左から順にルー・ゲーリッグ、ジョー・クローニン、ビル・ディッキー、ジョー・ディマジオ、チャーリー・ゲーリンジャー、ジミー・フォックス、ハンク・グリーンバーグ)

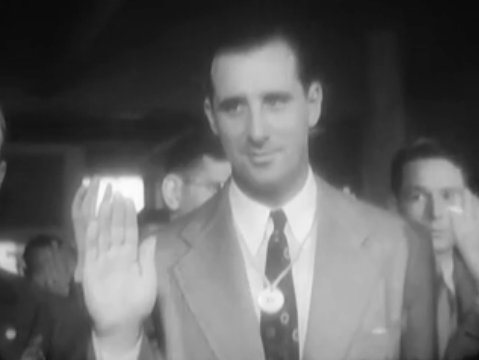
従軍時のグリーンバーグ

1930年
9月14日、地元での対ニューヨーク・ヤンキース戦にてメジャーデビューを果たした。同試合には途中出場して1打席に入ったが、ヒットは放てなかった。同年メジャーで試合に出場したのは、この試合だけであった。
1931年 - 1932年
1931年はマイナーでプレーし、メジャーでの試合出場はなかった。マイナーではエバンスビル・ハブズ (Evansville Hubs) とビューモント・エクスポーターズ (英語：Beaumont Exporters) で計129試合に出場し、打率.318・41二塁打・10三塁打・15本塁打という打撃成績を残した。なお、ビューモントでは3試合に出場しただけであり、安打は全てエバンスビルで放ったものである。守備では、126試合のファースト守備で25失策・守備率.982という成績を残し、前年からほぼ横這いの数字となった。
1932年はフルシーズン、ビューモントでプレーした。この年は154試合に出場し、マイナーでは初めて打率.300未満 (.290) に終わったが、自己記録を大きく更新する39本塁打を放った。守備も改善され、154試合でファーストを守って17失策・守備率.989という数字だった。
1933年
3年ぶりにメジャー復帰を果たした。この年からファーストのレギュラーに定着し、117試合に出場して打率.301・12本塁打・87打点・6盗塁という好成績をマークした。守備面では15失策を犯し、守備率.988だった。
1934年
この年は153試合に出場し、大きく躍進するシーズンとなった。打率.339 (リーグ6位) ・26本塁打 (同7位) ・139打点 (同3位) という数字を記録し、打撃三部門でリーグベスト10に入る活躍ぶりだった。また、リーグ1位となる63本もの二塁打を放ち、これは1シーズンでの本数としてはメジャー歴代4位となる記録である。グリーンバーグの活躍は、タイガースの25年ぶりのワールド・シリーズ進出に大きく貢献したが、セントルイス・カージナルスに敗れてシリーズ制覇はならなかった。MVP投票では6位にランクインした (同年の受賞者はチームメイトのミッキー・コクレーン) 。
同年は9月10日がローシュ・ハシャナ (ユダヤ暦の新年) 、9月18日がヨム・キプル (ユダヤ暦の贖罪の日) であり、グリーンバーグは両日で試合を欠場する旨を発表した。しかし、この発表に対してファンの間からは「ローシュ・ハシャナは毎年やってくるが、タイガースは1909年以来ペナント・レースを制していないのだ」との不平が出た。このファンからの意見についてグリーンバーグは悩み、ラビ (ユダヤ教の指導者) とも相談の上で、ローシュ・ハシャナに行われる試合には出場することを決めた（ヨム・キプルは欠場した）。同試合に「6番・ファースト」で出場したグリーンバーグはソロ・ホームランを2本放ち、チームはこの2点によりボストン・レッドソックスに勝利した。
1935年
この年はオール・スターまでに25本塁打・103打点を記録していたが、カクレーン監督はグリーンバーグをオール・スターのメンバーに加えなかった。これは、反ユダヤ運動に対する懸念があったためであるとされる。このような不遇にも直面したグリーンバーグだったが、最終的には152試合に出場し、打率.328・36本塁打・170打点・4盗塁・OPS1.039という好成績を記録し、本塁打王と打点王のタイトルを獲得した。また、MVPにも選出された。チームは2年連続でワールド・シリーズに進出し、シカゴ・カブスを破って初の世界一に輝いた。同シリーズでは第2戦でホームランを放ったが、同試合で手首を骨折した。
多くのタイトル獲得、ワールド・シリーズ制覇があった一方で、オール・スター不選出、手首の骨折など起伏に富んだシーズンを送った。
1936年
4月で12試合に出場し、打率.348・出場試合数を上回る16打点を記録ていたが、再び手首を骨折して残りのシーズンを棒に振ってしまった。
1937年
手首の骨折から復活し、初めてオール・スターの一員に選出された（試合出場はなし） 。この年は183打点を記録し、自身2度目となる打点王のタイトルを獲得したほか、打率と本塁打でもリーグベスト10入りした。守備面では154試合のファースト守備で13失策・守備率.992という成績を残した。シーズン180打点以上を達成しているのは1930年のハック・ウィルソン (191打点) と1931年のルー・ゲーリッグ (185打点) だけである (2015年シーズン終了時点) 。打撃三部門の数字は、自身初のMVPに輝いた1935年より上だったが、この年はチャーリー・ゲーリンジャー（チームメイト） 、ジョー・ディマジオに次ぐ3位に終わった。
1938年
この年は58本塁打を放ち、ベーブ・ルースが保持する60本塁打のシーズン記録（当時）にあと一歩のところまで迫った。また、この年は11試合でマルチ本塁打を記録しているが、これはメジャー記録 (1998年にサミー・ソーサも達成) である (2014年シーズン終了時点) 。58本塁打という記録は、1998年にマーク・マグワイアとソーサが破られるまで右打者のシーズン最多本塁打記録だった。MVP投票では、2年連続で3位に終わった。
なお、この年にグリーンバーグがルースの本塁打記録を超えられなかったのは、反ユダヤの感情を持つ投手が意図的に四球を与え、グリーンバーグに本塁打を打たせなかった（いわゆる敬遠）とする意見もある。事実、この年はリーグ最多の119四球を記録しており、グリーンバーグのキャリアを通じて最も四球率が高かったとするデータもある。
1939年
出場試合数が3年ぶりに150試合を下回り、それに伴って打撃成績も若干低下した。しかし、3年連続でオール・スターに選出され、初めて試合にも出場した。「5番・ファースト」で起用されたグリーンバーグは3打数1安打を記録し、四球を1つ選んだ。守備面では、100試合以上でファーストを守ったシーズンとしては自身初となる1ケタ台の9失策に留め、守備率.993を記録した。
1940年
この年はルディ・ヨークに一塁のポジションを譲り、グリーンバーグはレフトにコンバートされた。4年連続でオール・スターの一員に選出され、試合には途中出場した。また、いずれも自身3度目となる本塁打王と打点王のタイトルを獲得し、1935年以来5年ぶりとなる打撃二冠に輝いた。さらに自身2度目となるMVPにも選出されたが、前回選出された際は一塁手だったため、MLB史上初めて異なるポジションでMVPに選ばれた選手となった。チームはワールド・シリーズまで駒を進めたが、シンシナティ・レッズに敗れ、世界一はならなかった。
1941年 - 1945年
この年は4月半ばから5月上旬にかけて19試合に出場したが、ナチス・ドイツに対する強い反感がグリーンバーグを駆り立て、メジャーリーガーとしては初めて第二次世界大戦に従軍することになった。その後、28歳以上の人物を採用しない国の方針により一時軍を外れたが、真珠湾攻撃が発生したことにより再度従軍した。以後、1945年に終戦するまでアメリカ陸軍航空軍 (US Army Air Forces、現在のアメリカ空軍) の一員として戦争に参加した。
終戦後、タイガースに復帰したグリーンバーグは78試合に出場し、打率.311・OPS0.948を記録、従軍前と変わらぬ打棒を発揮した。シーズン最終戦ではグランドスラムを放ち、チームのリーグ優勝に貢献。また守備面でも72試合でレフトを守り、ファーストを守っていた時代も含め、初めて無失策と安定した守備を発揮した。ワールド・シリーズでは2本塁打を放ち、チーム史上2度目のシリーズ制覇の原動力となった。
1946年
この年、ファーストに再コンバートされると本塁打王と打点王のタイトルを獲得し、自身3度目となる打撃二冠（いずれも本塁打と打点）を達成した。しかし、打率は.300に届かなかった。また守備面でも、失策が15まで激増して守備率.989という成績だった。

### ピッツバーグ・パイレーツ時代・引退まで(1947年)

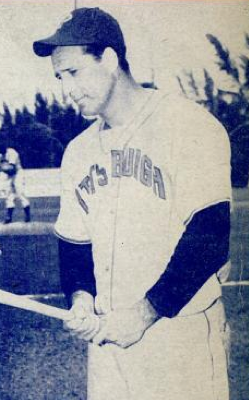
ピッツバーグ・パイレーツ時代のグリーンバーグ(1947年)

1947年
タイガースは年俸の減額を提示するが、グリーンバーグはこれを受け入れなかったため、交渉が決裂した。これを機にグリーンバーグは引退を考えるようになり、他方でタイガースは1月18日に彼をピッツバーグ・パイレーツにトレードした。パイレーツは、グリーンバーグに引退を思い止まらせるべくナ・リーグ史上初となる10万ドルの年俸を提示し、フォーブス・フィールド (当時のパイレーツの本拠地) のレフトスタンド側にブルペンを建設して、レフトスタンドまでの距離を短縮する改修を行った。このレフトスタンドは「グリーンバーグ・ガーデン (Greenberg Garden) 」と名付けられた。また、当時パイレーツの共同オーナーであった歌手のビング・クロスビーは、コメディアンのグローチョ・マルクスと共にグリーンバーグを歓迎する「Goodbye, Mr. Ball, Goodbye」という曲を製作した。
同年パイレーツでは125試合に出場して25本塁打を放ち、リーグ最多の四球を記録したが、一方で打率.249に終わり往年の強打は発揮されなかった。しかし、グリーンバーグの存在は当時メジャー2年目のシーズンを迎えたラルフ・カイナーに多大な影響を与え、カイナーにとっての良き指導者となった。カイナーについて、グリーンバーグは以下のようなコメントを残している。
"Ralph had a natural home run swing.  All he needed was somebody to teach him of the value of hard work and self-discipline.  Early in the morning on off-days, every chance we got, we worked on hitting."
「ラルフは、天性のホームラン・ヒッターだ。彼が必要としていたのは、懸命にプレーすることと自己鍛錬の重要性を説ける誰かである。オフの日は朝早くから、チャンスさえあれば、我々は打撃練習に取り組んだ。」 (和訳)
9月29日、パイレーツは契約を解除し、この年限りで現役を引退した。

### 引退後（1948年 - 1986年）
1948年、当時クリーブランド・インディアンスのオーナーであったビル・ベークから、チームのファーム・ディレクターとして雇われた。。その後、1950年にはファーム組織のゼネラル・マネージャーに就任し、チームの再建及び1954年のリーグ制覇に大きく貢献した。
その後、シカゴ・ホワイトソックスの共同オーナー及びバイス・プレジデントに就任した。ホワイトソックスのフロント在籍中の1956年、BBWAAの殿堂入り投票にて193票中164票の賛成票を獲得し、得票率約85 ％でアメリカ野球殿堂に選出された。9年目の挑戦での選出であった。1959年、ホワイトソックスはリーグ制覇を果たし、インディアンス時代に続いてチームの躍進に貢献した。
1963年、インベストメント・バンカー (Investment banker：証券引受業者) に転身し、野球界から完全に身を引いた。
1970年に勃発したカート・フラッド事件では、ジャッキー・ロビンソンやビル・ベックらと共に選手側の証人として法廷に立ち、カート・フラッドを擁護する立場を取った。

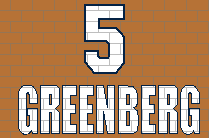
グリーンバーグのタイガース在籍時の背番号「5」。
デトロイト・タイガースの永久欠番に1983年指定。

引退後も健康体で過ごしていたグリーンバーグだったが、1980年代に入って癌が進行した。1983年、現役時代の大半を過ごしたタイガースで在籍時の背番号『5』が、かつてのチームメイトだったチャーリー・ゲーリンジャーの『2』とともに永久欠番に指定された。
その3年後の1986年9月4日、カリフォルニア州ビバリーヒルズで逝去。75歳だった。グリーンバーグの墓は、カリフォルニア州ロサンゼルスにあるヒルサイド・メモリアル・パーク (Hillside Memorial Park) に建てられている。
ジョー・ディマジオは、グリーンバーグについて以下のコメントを残し、彼の打棒を高く評価していた。
"He was one of the truly great hitters, and when I first saw him bat, he made my eyes pop out."
「彼は間違いなく、真に偉大な打者の1人だった。私が彼の打撃を初めて見た時、目玉が飛び出すような思いだったよ。」 (和訳)

## 詳細情報

### 年度別打撃成績 (メジャー)
| 年 度      | 球 団      | 試 合 | 打 席 | 打 数 | 得 点 | 安 打 | 二 塁 打 | 三 塁 打 | 本 塁 打 | 塁 打 | 打 点 | 盗 塁 | 盗 塁 死 | 犠 打 | 犠 飛 | 四 球 | 敬 遠 | 死 球 | 三 振 | 併 殺 打 | 打 率 | 出 塁 率 | 長 打 率 | O P S |
| ---------- | ---------- | ----- | ----- | ----- | ----- | ----- | -------- | -------- | -------- | ----- | ----- | ----- | -------- | ----- | ----- | ----- | ----- | ----- | ----- | -------- | ----- | -------- | -------- | ----- |
| 1930       | DET        | 1     | 1     | 1     | 0     | 0     | 0        | 0        | 0        | 0     | 0     | 0     | 0        | 0     | --    | 0     | --    | 0     | 0     | --       | .000  | .000     | .000     | .000  |
| 1933       | DET        | 117   | 499   | 449   | 59    | 135   | 33       | 3        | 12       | 210   | 87    | 6     | 2        | 2     | --    | 46    | --    | 1     | 78    | --       | .301  | .367     | .468     | .835  |
| 1934       | DET        | 153   | 667   | 593   | 118   | 201   | 63       | 7        | 26       | 356   | 139   | 9     | 5        | 9     | --    | 63    | --    | 2     | 93    | --       | .339  | .404     | .600     | 1.005 |
| 1935       | DET        | 152   | 710   | 619   | 121   | 203   | 46       | 16       | 36       | 389   | 170   | 4     | 3        | 4     | --    | 87    | --    | 0     | 91    | --       | .328  | .411     | .628     | 1.039 |
| 1936       | DET        | 12    | 55    | 46    | 10    | 16    | 6        | 2        | 1        | 29    | 16    | 1     | 0        | 0     | --    | 9     | --    | 0     | 6     | --       | .348  | .455     | .630     | 1.085 |
| 1937       | DET        | 154   | 701   | 594   | 137   | 200   | 49       | 14       | 40       | 397   | 183   | 8     | 3        | 2     | --    | 102   | --    | 3     | 101   | --       | .337  | .436     | .668     | 1.105 |
| 1938       | DET        | 155   | 681   | 556   | 143   | 175   | 23       | 4        | 58       | 380   | 146   | 7     | 5        | 3     | --    | 119   | --    | 3     | 92    | --       | .315  | .438     | .683     | 1.122 |
| 1939       | DET        | 138   | 604   | 500   | 112   | 156   | 42       | 7        | 33       | 311   | 112   | 8     | 3        | 11    | --    | 91    | --    | 2     | 95    | 8        | .312  | .420     | .622     | 1.042 |
| 1940       | DET        | 148   | 670   | 573   | 129   | 195   | 50       | 8        | 41       | 384   | 150   | 6     | 3        | 3     | --    | 93    | --    | 1     | 75    | 15       | .340  | .433     | .670     | 1.103 |
| 1941       | DET        | 19    | 83    | 67    | 12    | 18    | 5        | 1        | 2        | 31    | 12    | 1     | 0        | 0     | --    | 16    | --    | 0     | 12    | 1        | .269  | .410     | .463     | .872  |
| 1945       | DET        | 78    | 312   | 270   | 47    | 84    | 20       | 2        | 13       | 147   | 60    | 3     | 1        | 0     | --    | 42    | --    | 0     | 40    | 9        | .311  | .404     | .544     | .948  |
| 1946       | DET        | 142   | 604   | 523   | 91    | 145   | 29       | 5        | 44       | 316   | 127   | 5     | 1        | 1     | --    | 80    | --    | 0     | 88    | 17       | .277  | .373     | .604     | .977  |
| 1947       | PIT        | 125   | 510   | 402   | 71    | 100   | 13       | 2        | 25       | 192   | 74    | 0     | --       | 0     | --    | 104   | --    | 4     | 73    | 16       | .249  | .408     | .478     | .885  |
| 通算：13年 | 通算：13年 | 1394  | 6097  | 5193  | 1050  | 1628  | 379      | 71       | 331      | 3142  | 1276  | 58    | *26      | 35    | --    | 852   | --    | 16    | 844   | *66      | .313  | .412     | .605     | 1.017 |

- 「--」は公式記録なし。
- 通算成績の「*数字」は、不明年度がある事を示す。
- 太字はリーグ1位。
- 1931 - 1932年、1942 - 1944年は試合出場なし。

### 年度別打撃成績 (マイナー)[6]
| 年 度     | 球 団      | 試 合 | 打 席 | 打 数 | 得 点 | 安 打 | 二 塁 打 | 三 塁 打 | 本 塁 打 | 塁 打 | 打 点 | 盗 塁 | 盗 塁 死 | 犠 打 | 犠 飛 | 四 球 | 敬 遠 | 死 球 | 三 振 | 併 殺 打 | 打 率 | 出 塁 率 | 長 打 率 | O P S |
| --------- | ---------- | ----- | ----- | ----- | ----- | ----- | -------- | -------- | -------- | ----- | ----- | ----- | -------- | ----- | ----- | ----- | ----- | ----- | ----- | -------- | ----- | -------- | -------- | ----- |
| 1930      | Raleigh    | 122   | -     | 452   | -     | 142   | 26       | 14       | 19       | 253   | -     | -     | -        | -     | -     | -     | -     | -     | -     | -        | .314  | -        | .560     | -     |
| 1930      | Hartford   | 17    | -     | 56    | -     | 12    | 1        | 2        | 2        | 23    | -     | -     | -        | -     | -     | -     | -     | -     | -     | -        | .214  | -        | .411     | -     |
| '30計     | Hartford   | 139   | -     | 508   | -     | 154   | 27       | 16       | 21       | 276   | -     | -     | -        | -     | -     | -     | -     | -     | -     | -        | .303  | -        | .543     | -     |
| 1931      | Evansville | 126   | -     | 487   | -     | 155   | 41       | 10       | 15       | 261   | -     | -     | -        | -     | -     | -     | -     | -     | -     | -        | .318  | -        | .536     | -     |
| 1931      | Beaumont   | 3     | -     | 2     | -     | 0     | 0        | 0        | 0        | 0     | -     | -     | -        | -     | -     | -     | -     | -     | -     | -        | .000  | -        | .000     | -     |
| '31計     | Beaumont   | 129   | -     | 489   | -     | 155   | 41       | 10       | 15       | 261   | -     | -     | -        | -     | -     | -     | -     | -     | -     | -        | .317  | -        | .534     | -     |
| 1932      | Beaumont   | 154   | -     | 600   | -     | 174   | 31       | 11       | 39       | 344   | -     | -     | -        | -     | -     | -     | -     | -     | -     | -        | .290  | -        | .573     | -     |
| 通算：3年 | 通算：3年  | 422   | *1597 | 1597  | -     | 483   | 99       | 37       | 75       | 881   | -     | -     | -        | -     | -     | -     | -     | -     | -     | -        | .302  | *.302    | .552     | *.854 |

- 「-」は公式記録なし。
- 通算成績の「*数字」は、参考記録。

### タイトル
- 本塁打王：4回 (1935年、1938年、1940年、1946年)
- 打点王：4回 (1935年、1937年、1940年、1946年)

### 表彰
- シーズンMVP：2回 (1935年、1940年)
- オールスター選出：4回 (1937 - 1940年)
- ワールド・チャンピオン：2回 (1935年、1945年)
- 1シーズンでのマルチ本塁打記録：11試合 (1938年)

※ 以上、いずれもア・リーグで記録。
- アメリカ野球殿堂入り (1956年)

### 背番号
デトロイト・タイガース
- 7 (1933)
- 5 (1934 - 1946) - タイガースの永久欠番

ピッツバーグ・パイレーツ
- 5 (1947)

※ 1930年は背番号なし。